# Boris Cabezas
Boris Cabezas – chilijski zapaśnik walczący w obu stylach. Brązowy medalista mistrzostw Ameryki Południowej w 2011 i piąty w 2012 roku.